# شهرستان کهنوج
شهرستان کهنوج یکی از شهرستان‌های استان کرمان در ایران است. مرکز این شهرستان، شهر کهنوج است.

## جغرافیا
شهرستان کهنوج با مساحت ۲۱۹۰ کیلومتر مربع در جنوب غربی استان کرمان واقع شده و ۱۰/۲ درصد مساحت استان را به خود اختصاص داده و مرکز آن شهر کهنوج است. فاصله شهر کهنوج تا مرکز استان ۳۵۰ کیلومتر است.
همچنین کهنوج تا اوایل دهه ی هشتاد با ۲۵،۵۲۳ کیلومتر مربع پس از کرمان دومین شهرستان استان از لحاظ مساحت بوده است.

### موقعیت جغرافیایی
شهرستان کهنوج از شمال با جیرفت و عنبرآباد ، از شمال غربی تا غرب با شهرستان فاریاب، از شرق با شهرستان رودبار جنوب، از جنوب شرقی با شهرستان قلعه‌گنج، از جنوب غربی با شهرستان رودان استان هرمزگان و از جنوب با شهرستان منوجان همسایه است.

## آب و هوا
کهنوج یکی از شهرستان‌هایی است که مرغوب‌ترین خاک را داراست؛ به دلیل جوان بودن کوه‌های اطراف شهر که مواد معدنی را از اعماق زمین طی میلیون‌ها سال پیش بر روی زمین آورده‌است.
در این شهرستان خبری از فصل پاییز نیست و فقط سه فصل دیگر را می‌توان احساس کرد؛ البته ناگفته نماند که در فصل بهار و تابستان، دمای هوا به مرور زمان افزایش پیدا می‌کند و گرمای نسبتاً شدیدی در کل شهرستان احساس می‌شود و در آغاز ماه آبان در فصل پاییز هوا رو به سردی می‌گراید و تا اواخر ماه بهمن در فصل زمستان هوای این شهرستان سرد و مطلوب خواهد شد.
کهنوج به دلیل وجودش در منطقه‌ای که تحت تأثیر فشار جنب حاره‌ای است که باعث جلوگیری از صعود توده هوا می‌شود، این عامل نیز باعث جلوگیری از ریزش باران در منطقه می‌شود و شرایطی را فراهم کرده که باعث خشکسالی این اهل و دیار شده و امروزه مردم با خشکسالی بزرگی دست و پنجه نرم می‌کنند.
لوار نوعی باد گرم در جنوب استان کرمان می‌باشد که شهرستان کهنوج را نیز تحت پوشش قرار می‌دهد؛ فصل وزش این باد در فصل تابستان و معمولاً اواخر فصل بهار، یعنی زمان اوج گرما در منطقه می‌باشد. البته گفته شده علت گرم و سوزان بودن این باد و وزش آن در فصل تابستان، ورود توده هوای گرم و خشک به منطقه جنوب ایران می‌باشد. ناگفته نماند؛ در هنگام شب، این باد به صورت نسیمی خنک پدیدار شده و گرمای روز تابستانی را از یاد می‌برد، و به این علت به شوباد مشهور است، یعنی بادی که در شب می‌وزد. یکی از مزایای وزش باد لوار رسیدن میوه نخل (خرما) در منطقه است؛ به گونه‌ای که زمان وزش این باد را مردم منطقه به خرما پزان می‌شناسند. اما این باد، برای کاشت نهال، درختان تازه کشت شده و زراعتهای تابستانی مطلوب و مناسب نیست.

## تقسیمات کشوری
شهرستان کهنوج از سال ۱۳۵۹ از شهرستان جیرفت جدا شد و دارای چهار بخش مرکزی، قلعه گنج، منوجان و رودبار بود و پس از آن در طی سالهای ۱۳۸۲ الی ۱۳۸۹ بخش‌های قلعه‌گنج، رودبار جنوب، فاریاب و منوجان از آن جدا شدند و به شهرستان‌های مستقلی درآمدند.

### تقسیمات کنونی
شهرستان کهنوج دارای ۲ بخش، ۵ دهستان و ۳ شهر به شرح زیر است:

### شهرستان کهنوج
| بخش      | مرکز بخش | جمعیت بخش ۱۳۹۵ | نام دهستان | مرکز دهستان | جمعیت دهستان ۱۳۹۵ | شهر          | جمعیت شهر ۱۳۹۵       |
| -------- | -------- | -------------- | ---------- | ----------- | ----------------- | ------------ | -------------------- |
| مرکزی    | کهنوج    | ۸۴٬۶۰۳ نفر     | نخلستان    | زه          | ۱۶٬۲۶۲ نفر        | کهنوج دهکهان | ۵۲٬۶۲۴ نفر ۳٬۷۸۷ نفر |
| مرکزی    | کهنوج    | ۸۴٬۶۰۳ نفر     | کوتک       | کوتک وسط    | ۸٬۳۲۰ نفر         | کهنوج دهکهان | ۵۲٬۶۲۴ نفر ۳٬۷۸۷ نفر |
| مرکزی    | کهنوج    | ۸۴٬۶۰۳ نفر     | دهکهان     | بارگاه علیا | ۳٬۶۱۰ نفر         | کهنوج دهکهان | ۵۲٬۶۲۴ نفر ۳٬۷۸۷ نفر |
| چاه مرید | چاه مرید | ۱۱٬۲۴۵ نفر     | حومه       | چاه حاجی    | ۵٬۲۳۲ نفر         | چاه مرید     | ۱٬۳۶۲ نفر            |
| چاه مرید | چاه مرید | ۱۱٬۲۴۵ نفر     | چاه ریگان  | چاه مرید    | ۴٬۶۵۱ نفر         | چاه مرید     | ۱٬۳۶۲ نفر            |

## مردم‌شناسی
مردم این شهرستان از قوم بلوچ
 و فارس هستند. همچنین پیرو دین اسلام و مذهب شیعه دوازده امامی هستند.
لهجه و گویش این منطقه رودباری است اما به علت مجاورت با استان سیستان و بلوچستان و استان هرمزگان، زبان مردم آمیخته به بلوچی و فارسی با آمیختگی لهجه بندرعباسی است و به گونه‌ای، به لهجه محلی تبدیل شده است.

## اقتصاد و محصولات
محصولات این شهرستان را گندم، جو ذرت کنجد، بنشن، تره‌بار، مرکبات، خرما و … تشکیل می‌دهد؛ کهنوج به عنوان یکی از قطب‌های مهم کشاورزی کشور مطرح است.
قالی‌بافی نیز مانند سایر شهرهای استان کرمان در این شهرستان رایج است.
اقتصاد شهرستان کهنوج بر پایه کشاورزی، دامداری، صنعت و معادن و قالی‌بافی استوار بوده و گندم، جو، مرکبات، خرما، تره‌بار و تا حدودی قالی صادرات این شهرستان را تشکیل می‌دهند.

## جمعیت
بر پایه سرشماری عمومی نفوس و مسکن سال ۱۳۹۵، جمعیت شهرستان کهنوج برابر با ۹۵٬۸۴۸ نفر بوده‌است  و در استان رتبه هفتم جمعیتی را به خود اختصاص داده‌است.